# Contea di Zhongba
La contea di Zhongba (仲巴县S, Zhōngbā XiànP) è una contea della Cina, situata nella Regione Autonoma del Tibet e amministrata dalla prefettura di Shigatse.